# Cheick Amed Traoré
Pour les articles homonymes, voir Traoré.
Cheick Amed Traoré, dit Bâh,  est un karatéka malien, né en 1978.
Aux Championnats d'Afrique de karaté 2005 à Luanda (Angola), Cheick Amed Traoré, ceinture noire 3e dan, est sacré vice-champion des plus de 80 kg. Il avait été médaillé de bronze de cette catégorie aux Championnats d'Afrique de karaté 2004 à Durban (Afrique du Sud).